# Алістер Маклін
Алістер Стюарт Маклін (шотл. гел. Alasdair MacGill-Eain, англ. Alistair Stuart MacLean; нар. 28 квітня 1922, Глазго — пом. 2 лютого 1987, Мюнхен) — шотландський письменник, який відомий низкою творів детективного та пригодницького жанру, та кіносценарист, який написав низку сценаріїв на основі своїх творів.

## Біографія
Алістер Маклін народився в 1922 році в Глазго в сім'ї священника. Рідною мовою майбутнього письменника була гельська. У 17 років Алістер після смерті батька і брата кидає навчання у школі, та розпочинає працювати в судноплавній компанії. У 1941 році Маклін вступає на службу до військово-морського флоту Великої Британії. У складі флоту під час Другої світової війни Маклін брав участь в арктичних конвоях до Мурманська, у бойових діях на Середземному морі, у тому числі на островах Греції, а в кінці війни також на Тихоокеанському театрі воєнних дій, брав участь в евакуації полонених британців з Сінгапуру. Після війни він демобілізується з флоту, та вступає на навчання до Університету Глазго, де вивчав англійську мову. Після закінчення університету Маклін працював шкільним учителем. Одночасно він розпочинає літературну діяльність, пише оповідання до місцевих періодичних видань, і в 1954 році за оповідання «Дилери» він отримує премію літературного конкурсу в розмірі 100 фунтів стерлінгів, після чого вирішує покинути вчительську роботу, та зайнятися виключно літературною діяльністю. Одночасно він отримав замовлення видавництва «Collins» на роман військово-морської тематики, й у 1955 році опублікував свій перший роман «Полярний конвой» (інша назва «Корабель його величності „Улісс“», англ. HMS Ulysses), в якому на власному досвіді описується доставка вантажів морським транспортом до Мурманська під час другої світової війни. Наступні кілька років Маклін опублікував кілька романів на військово-морську тематику, зокрема «Гармати острова Наварон» (англ. The Guns of Navarone) і «На південь від Яви» (англ. South by Java Head), а також пригодницько-детективний роман «Останній кордон» (англ. The Last Frontier), в якому розповідається про викрадення з соціалістичної Угорщини вченого і переправку його через кордон. За кілька років після початку літературної діяльності Алістер Маклін заробив велику суму грошей, та вирішив зайнятися готельним бізнесом. Утім бізнесова діяльність принесла письменнику лише збитки та борги перед податковими органами, у зв'язку з чим він вирішив перебратися до Швейцарії. Одночасно, для того, щоб змінити свій літературний імідж, він почав публікувати свої твори під псевдонімом «Ієн Стюарт», зокрема під цим псевдонімом вийшли романи «Диявольський мікроб» (англ. The Satan Bug) і «Чорний хрестоносець» (англ. The Dark Crusader), проте його шанувальники швидко здогадались справжнє ім'я автора за шотландським псевдонімом і характерним стилем творів, тому Маклін за короткий час повернувся до видання творів під власним іменем. Надалі протягом 70-80-х років ХХ століття Алістер Маклін став одним із найпродаваніших авторів у світі. Більшість творів письменник написав у пригодницькому та детективному жанрах, проте в його доробку є й документальні твори про Лоуренса Аравійського та Джеймса Кука, а також путівник по Шотландії. У 1986 році вийшов друком останній роман письменника «Санторін». У 1987 році Алістер Маклін помер у Мюнхені за не з'ясованих до кінця обставин, офіційно від інфаркту міокарду. Похований шотландський письменник у швейцарському місті Селіньї в кантоні Женева.

## Сценарист
Багато творів Алістера Макліна були екранізовані в Голлівуді. Сам письменник виступив сценаристом до низки фільмів за своїми творами. Першим з них став фільм «Куди залітають тільки орли», який вийшов на екрани в 1968 році. У 1972 році Маклін став сценаристом фільму на основі свого однойменного роману «Страх — це ключ». Він також написав ще кілька сценаріїв до фільмів на основі романів «Лялька на ланцюжку», «Караван до Ваккареса», «Ураган з острова Наварон», «Коли проб'ють вісім склянок», проте вони не мали великої популярності або не були реалізовані. У 80-х роках ХХ століття Алістер Маклін написав сценарій до серіалу, який мав зніматися в Голлівуді, «Air Force One не відповідає», який вийшов на екран лише в 2013 році.

## Вибрана бібліографія
- 1955 — Полярний конвой/Корабель його величності «Улісс»(англ. HMS Ulysses)
- 1957 — Гармати острова Наварон (англ. The Guns of Navarone)
- 1957 — На південь від Яви (англ. South by Java Head)
- 1959 — Останній кордон" (англ. The Last Frontier)
- 1959 — Ніч без кінця (англ. Night Without End)
- 1961 — Страх — це ключ (англ. Fear Is the Key)
- 1961 — Чорний хрестоносець (англ. The Dark Crusader)
- 1962 — Золоте рандеву (англ. The Golden Rendezvous)
- 1962 — Диявольський мікроб (англ. The Satan Bug)
- 1963 — Полярна станція «Зебра» (англ. Ice Station Zebra)
- 1966 — Коли проб'ють вісім склянок (англ. When Eight Bells Toll)
- 1967 — Куди залітають тільки орли (англ. Where Eagles Dare)
- 1968 — Ураган з острова Наварон (Force 10 From Navarone)
- 1969 — Лялька на ланцюжку (англ. Puppet on a Chain)
- 1970 — Караван до Ваккареса (англ. Caravan to Vaccarès)
- 1971 —Острів Ведмежий (англ. Bear Island)
- 1973 — Пил на трасі (англ. The Way to Dusty Death)
- 1974 — Ущелина Розбитих Сердець (англ. Breakheart Pass)
- 1975 — Цирк (англ. Circus)
- 1976 — Золоті ворота (англ. The Golden Gate)
- 1977 — Морська відьма (англ. Seawitch)
- 1978 — Прощавай, Каліфорнія (Goodbye California)
- 1980 — Атабаска (англ. Athabasca)
- 1981 — Річка смерті (англ. River of Death)
- 1982 — Партизани (Partisans)
- 1983 — Шлюз (англ. Floodgate)
- 1984 — Сан-Андреас (англ. San Andreas)
- 1986 — Санторін (англ. Santorini)